# Jos Jacobs
Jos Jacobs (* 28. Januar 1953 in Vosselaar) ist ein ehemaliger belgischer Radrennfahrer.
Jos Jacobs war Profi-Rennfahrer von 1973 bis 1985. Schon 1969, noch als Jugendlicher, wurde er Zweiter der belgischen Straßenmeisterschaft. 1980 wurde er Belgischer Straßenmeister.
1975 sowie 1979 gewann Jacobs Schaal Sels-Merksem, 1976 die Tour du Condroz, 1977 den Grand Prix Pino Cerami, 1978 den Nationalen Sluitingsprijs, 1981 Kuurne–Brüssel–Kuurne sowie Rund um den Henninger Turm und 1984 den Flèche Hesbignonne-Cras Avernas.
Fünfmal nahm Jos Jacobs an der Tour de France teil und gewann 1979 eine Etappe.
Heute führt Jacobs ein Baugeschäft.